# Jools Holland
Julian Miles "Jools" Holland OBE (Londres, 24 de janeiro de 1958) é um pianista e apresentador de televisão britânico. Desde 1992 apresenta o programa televisivo de música contemporânea Later with Jools Holland na BBC.

## Biografia
Aos oito anos de idade, ele já podia tocar piano de ouvido fluentemente. Alguns anos depois, no inicio de sua adolescência, já se sentia competente e confiante o suficiente para se exibir regularmente em muitos dos pubs de South East London e das docas do East End..
Aos  16 anos de idade, em 1974 Jools foi descoberto por Glenn Tilbrook e Chris Difford e formaram o Squeeze. Ainda se juntaria a eles o baterista Paul Gunn, depois substituído por Gilson Lavis (que já havia tocado com vários outros artistas famosos, como BB King, Chuck Berry, e Max Wall). 